# Australische Gespenstschrecke
Die Australische Gespenstschrecke (Extatosoma tiaratum) ist eine in den Tropen und Subtropen von Australien heimische Art aus der Ordnung der Gespenstschrecken (Phasmatodea).

## Merkmale

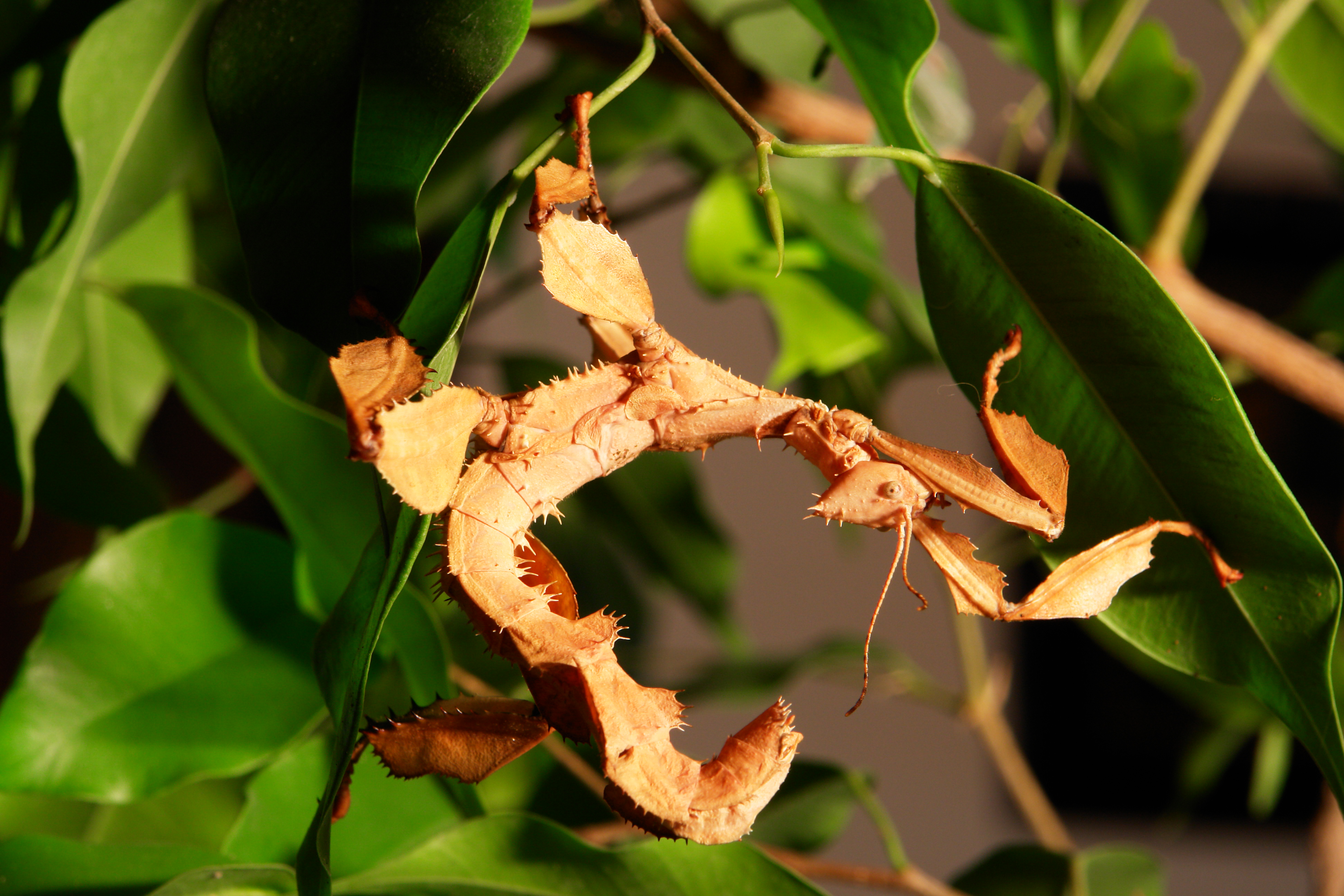
Australische Gespenstschrecke, ♀ nach der vierten Larvalhäutung

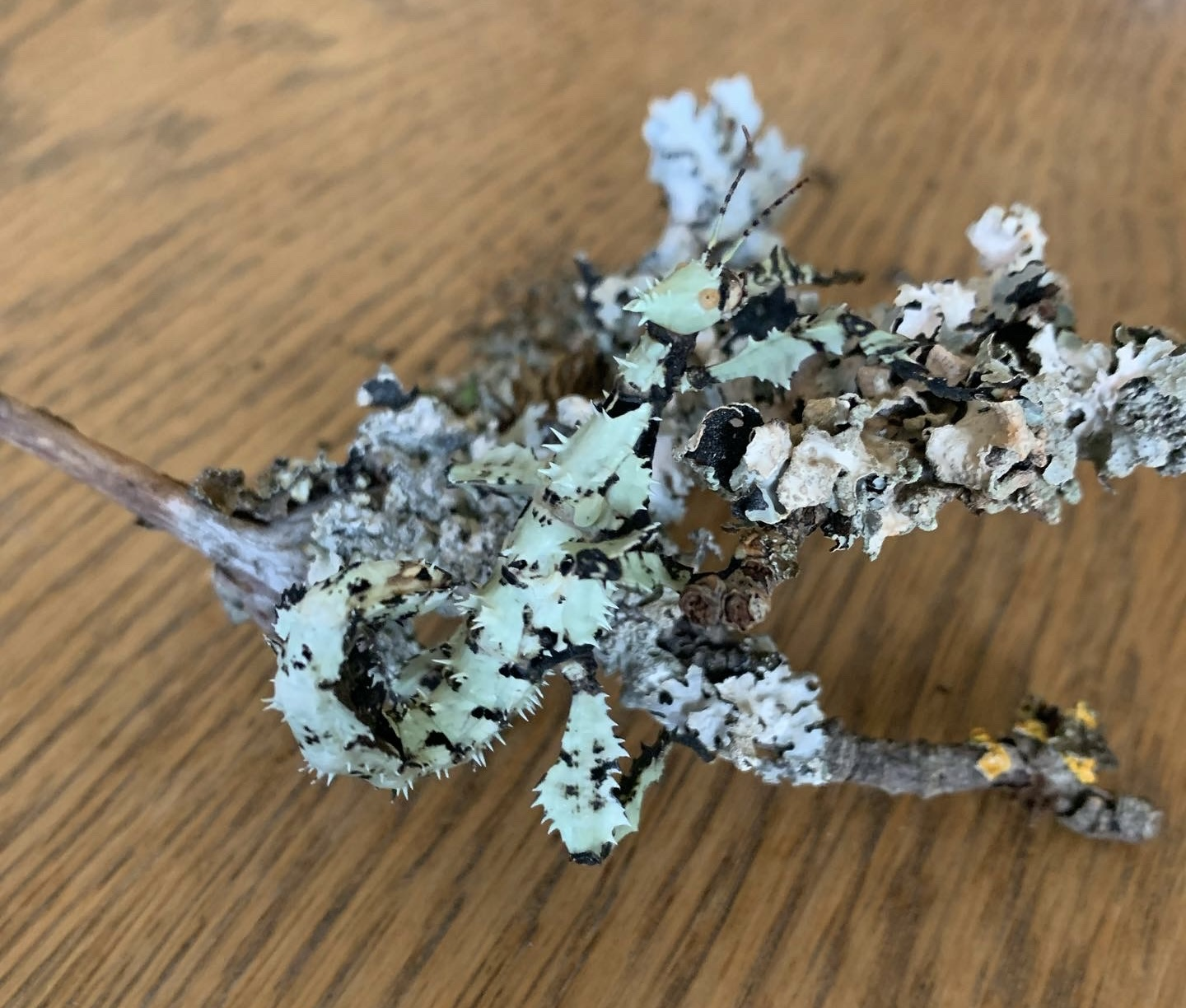
Australische Gespenstschrecke flechtenfarben, ♀ auf Ast mit Flechten

Die Australische Gespenstschrecke zeichnet sich durch einen langen und dünnen Körper aus. An den blattähnlich aussehenden Gliedmaßen hat sie kleine Stacheln. Der Körper ähnelt Pflanzenteilen, insbesondere Blättern. Dadurch ist sie für Fressfeinde nur sehr schwer zu entdecken (Mimese). Sie erreicht eine Körpergröße von ca. 140 mm. Bei ausgewachsenen Tieren kann die Färbung gelb bis bräunlich oder grün sein. Die Färbung variiert aufgrund verschiedener Umweltbedingungen, wie z. B. Nahrung und Temperatur. Auch können sich Australische Gespenstschrecken im Verlaufe ihres Lebens umfärben. So sind Exemplare bekannt, welche die Farbe australischer Flechten annehmen, um sich optimal vor Fressfeinden zu schützen.
Die Männchen haben komplett ausgebildete Flügel, mit denen sie fliegen können, die Weibchen lediglich Stummelflügel. Ausgewachsene Weibchen sind erheblich dicker als die Männchen. Im Gegensatz zu den Männchen haben die Weibchen auf dem Rücken paarweise angeordnete Stacheln. Weibchen tragen das Abdomen auch als Imagines skorpionsartig über den Kopf gebogen. Bei Männchen wird dies nach der letzten Häutung durch die langen Flügel verhindert.
Die Australischen Gespenstschrecken besitzen die Fähigkeit, Extremitäten an vorgesehenen Bruchstellen zwischen Schenkel und Schenkelring abzuwerfen (Autotomie) und diese bei der nächsten Larvalhäutung teilweise wieder zu ersetzen (Regeneration).
Australische Gespenstschrecken können sich jungfräulich fortpflanzen (Parthenogenese). Sie lassen ihre Eier einzeln auf den Boden fallen. Die Entwicklungsdauer der Embryonen beträgt ca. 5 bis 6 Monate und die der Nymphen ca. 4 bis 6 Monate. Während der Entwicklung häuten sich die Tiere fünf- (Männchen) bzw. sechsmal (Weibchen). Die frisch geschlüpften Jungtiere haben einen kleinen schwarzen zierlichen Körper und einen roten Kopf. Mit ihrem Aussehen und ihrer Bewegung imitieren sie die australische Ameisengattung Leptomyrmex.
Ausgewachsene Weibchen leben bis zu einem Jahr lang, Männchen erreichen ein Lebensalter von 3 bis 5 Monaten.

## Verhaltensweise

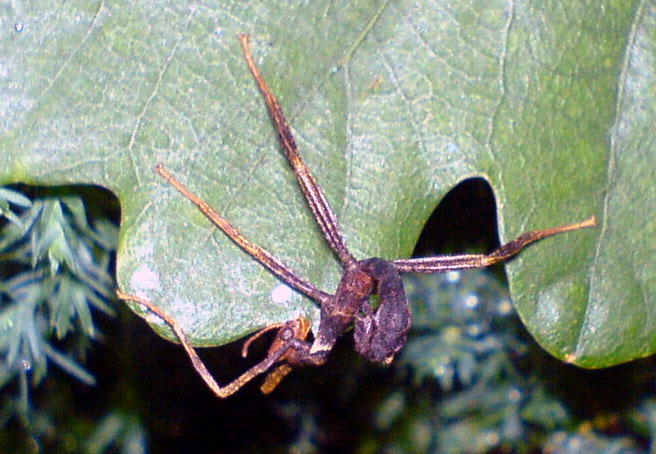
Nymphe nach dem Schlüpfen

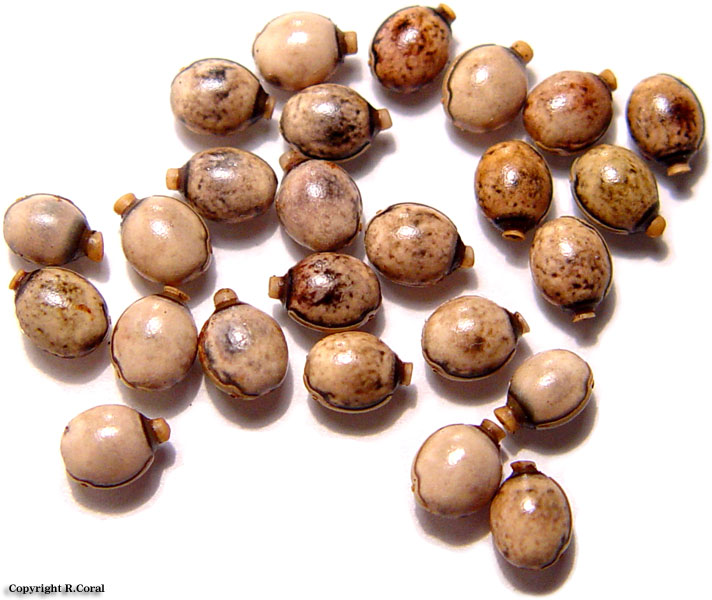
Eier von Extatosoma tiaratum

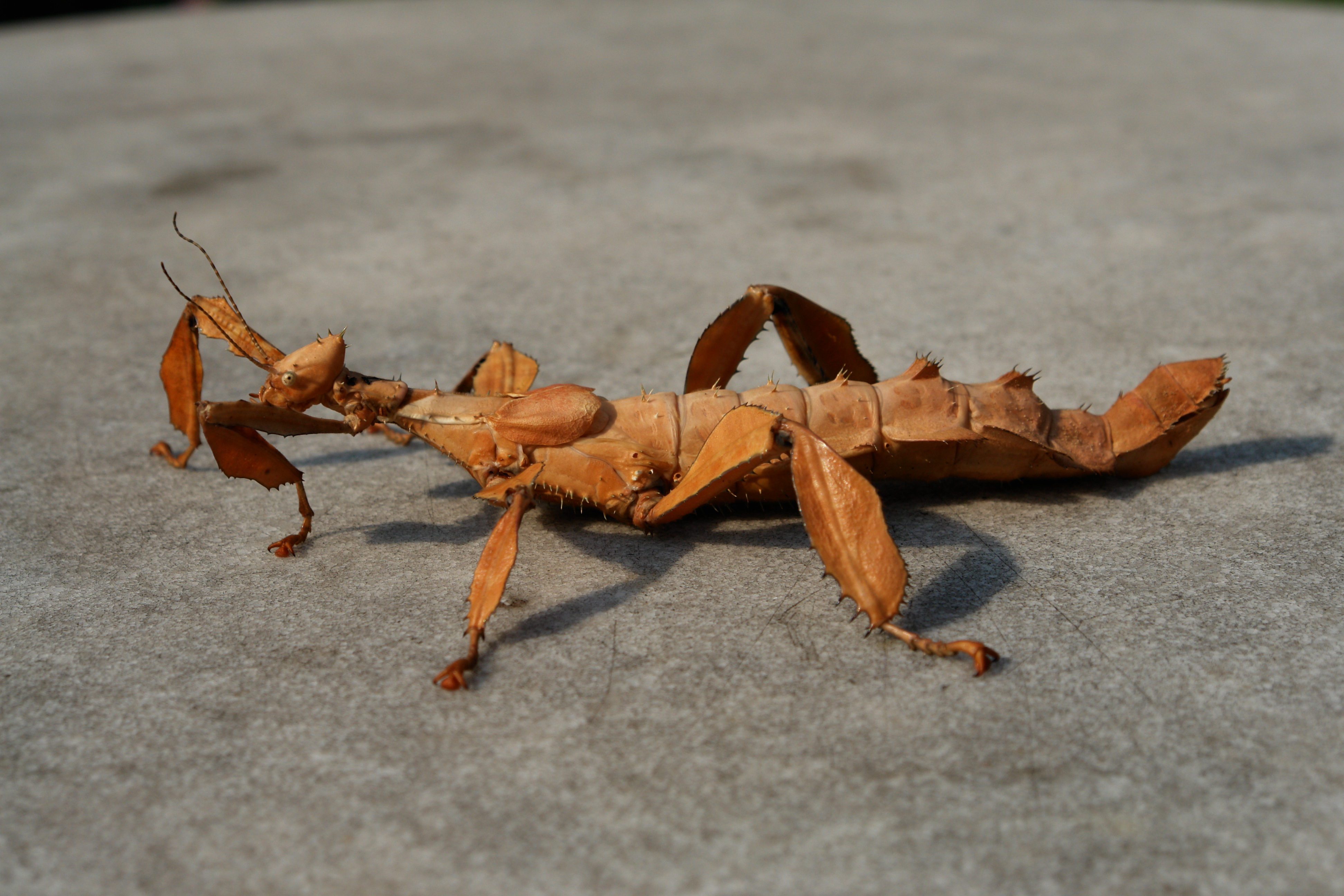
Weibchen nach der fünften Larvenhäutung

Die Australische Gespenstschrecken wandeln zur Fortbewegung nur bedächtig umher. Vorwiegend bewegen sie sich in der Nacht fort und verharren tagsüber am gleichen Ort. Zudem schaukeln sie bei der Fortbewegung hin und her, um dadurch vom Wind bewegte Pflanzenteile nachzuahmen. Der gleiche Schaukeleffekt tritt auf, wenn sich in der näheren Umgebung der Gespenstschrecken Pflanzenteile oder Tiere bewegen. Zusätzlich zum Aussehen tarnen sich die Gespenstschrecken auch hierdurch vor ihren Fressfeinden. Ausgewachsene männliche Tiere sind zudem in der Lage zu fliegen.
Australische Gespenstschrecken sind blätterfressende Tiere und ernähren sich in ihrer Heimat von Eukalyptus. Sie fressen jedoch auch Brombeer-, Himbeer-, Johannisbeer-, Rosen-, Eichen-, Buchen-, Rotdorn-, oder Weißdornblätter. Am beliebtesten sind in der Terrarienhaltung jedoch Brombeerblätter, da diese gerne gefressen werden und immergrün sind.
Die Eier werden von den Weibchen aus dem Abdomen geschleudert und landen auf dem Boden. Australische Feuerameisen der Gattung Leptomyrmex sammeln diese Eier, die wie Pflanzensamen aussehen, ein und transportieren sie in ihre Speicherkammern in das Ameisennest. Die Schale ist für die Ameisen nicht zu knacken, da sie zu dick ist. Durch das Klima in diesen Bauten können sich die Nymphen entwickeln und schlüpfen dort aus. In den ersten zwei bis drei Tagen sehen sie optisch den Feuerameisen sehr ähnlich. D. h., ihr Körper ist schwarz und der Kopf rot. So gelingt es ihnen unversehrt aus den Bauten zu entkommen. Die Jungtiere laufen einige Tage in schnellem Tempo herum, bevor sie auf einer geeigneten Nahrungspflanze zur Ruhe kommen.

## Systematik
Die Art wurde bereits mehrfach beschrieben, was zu diversen Synonymen geführt hat. Zeitweilig wurde sie in zwei Unterarten unterteilt, wobei jeder Unterart ein Synonym zugeteilt wurde:
- Extatosoma tiaratum bufonium Westwood, 1874
(Syn. = Extatosoma elongatum Froggatt, 1922)
- Extatosoma tiaratum tiaratum (MacLeay, 1827)
(Syn. = Extatosoma hopii Gray, G.R., 1833)

Mittlerweile werden alle lokalen Formen lediglich als Varianten von Extatosoma tiaratum betrachtet und somit sind alle anderen Namen zu Synonymen geworden.
Die Australische Gespenstschrecke wird von der Phasmid Study Group unter der PSG-Nummer 9 geführt.